# Isleta de San Juan
La Isleta de San Juan est une île de l'océan Atlantique Nord relevant de la ville de San Juan, à Porto Rico. Située le long de la côte nord de l'île principale de ce territoire non incorporé des États-Unis dans les Grandes Antilles, elle accueille le centre historique de sa capitale, le Vieux San Juan.